# Il bandito fantasma (film 1927)
Il bandito fantasma (The Phantom Outlaw) è un cortometraggio del 1927 diretto da William Wyler.